# Eddie Leonski
Edward Joseph Leonski (Kenvil, 12 dicembre 1917 – Coburg, 9 novembre 1942) è stato un militare e serial killer statunitense, responsabile dell'omicidio di tre donne a Melbourne nel 1942.
Fu soprannominato lo strangolatore di Brownout, dall'abitudine degli abitanti di Melbourne di abbassare la tensione elettrica durante la seconda guerra mondiale per risparmiare energia. Dopo l'arresto confessò di aver compiuto gli omicidi a causa della sua contorta fascinazione per le voci femminili, specialmente quando le donne cantavano, e avrebbe così ucciso le sue vittime per "ottenere le loro voci".
Leonski fu inizialmente arrestato dalla polizia di Melbourne, ma in seguito fu consegnato alle autorità militari statunitensi. Fu processato dalla corte marziale per gli omicidi, secondo la legge militare americana, condannato a morte e giustiziato. Leonski è stato il primo e unico cittadino non australiano ad essere stato processato e condannato a morte in Australia secondo la legge del proprio paese.

## Biografia
Sesto figlio degli immigrati ebrei russi John Leonski, manovale, e della moglie polacca Amelia, nata Harkavitz, a Kenvil, nel New Jersey,  Leonski crebbe in una famiglia violenta e alcolizzata. Uno dei suoi fratelli fu internato in un istituto psichiatrico. Secondo uno psicologo che lo intervistò durante il processo, sua madre era iperprotettiva e autoritaria. Leonski veniva spesso preso di mira dagli altri bambini del quartiere e chiamato mammone. Di conseguenza, lo psicologo stabilì che i crimini di Leonski nascevano dal suo risentimento e odio verso la madre e quindi costituivano un " matricidio simbolico".."
Leonski lavorò per un periodo come fattorino.

## Servizio militare
Fu chiamato dall'esercito americano nel febbraio 1941 e arrivò a Melbourne, in Australia, il 2 febbraio 1942, dopo l'ingresso degli Stati Uniti nella seconda guerra mondiale. L'esercito aveva allestito una base temporanea (Camp Pell) a Royal Park, appena a nord della città e dell'università di Melbourne . Prima di partire per l'Australia, Leonski aveva aggredito una donna a San Antonio, ma non venne mai punito per l'aggressione.

## Omicidi
Il 3 maggio 1942, Ivy Violet McLeod, 40 anni, fu trovata morta ad Albert Park, a Melbourne. Era stata picchiata e strangolata, e poiché la borsa non le era stata rubata fu evidente da subito che il movente non era la rapina. Sei giorni dopo, la trentunenne Pauline Thompson venne strangolata dopo una serata fuori casa. Fu vista l'ultima volta in compagnia di un giovane con accento americano.
La vittima successiva fu Gladys Hosking, 40 anni, uccisa il 18 maggio mentre tornava a casa dal lavoro presso il Dipartimento di Chimica dell'Università di Melbourne. Quella stessa notte, un'altra donna raccontò che un uomo americano dall'aspetto trasandato le si era avvicinato chiedendo indicazioni, apparentemente senza fiato e coperto di fango. La descrizione corrispondeva a quella dell'individuo con cui la Thompson era stata vista la notte del suo omicidio, così come alle descrizioni fornite da diverse donne sopravvissute a recenti attacchi. Questi sopravvissuti e altri testimoni riuscirono a riconoscere Leonski, un ragazzo di 24 anni, tra i militari americani di stanza a Melbourne. Leonski, un soldato semplice del 52º Battaglione di Segnalazione, fu arrestato e accusato di tre omicidi.

## Processo ed esecuzione
Nonostante i crimini di Leonski fossero stati commessi in Australia, il processo si svolse secondo la legge militare americana. Leonski confessò i crimini e fu dichiarato colpevole e condannato a morte dalla corte marziale il 17 luglio 1942. Il generale americano Douglas MacArthur confermò la sentenza il 14 ottobre e una commissione di revisione, nominata da MacArthur, confermò le conclusioni del processo e la sentenza il 28 ottobre. L'ordinanza n. 1 della corte marziale generale promulgò la condanna a morte di Leonski il 1° novembre. In deroga alla normale procedura, il 4 novembre MacArthur firmò personalmente l'ordine di esecuzione (nelle esecuzioni successive questo compito amministrativo fu affidato al capo di stato maggiore di MacArthur, Richard Sutherland). Leonski venne impiccato nella prigione di Pentridge a Coburg il 9 novembre. L'ultimo pasto fu a base di bistecca, uova, pane tostato e caffè.
L'avvocato difensore di Leonski, C. Rothgerber Jr.,  tentò di ottenere una revisione del processo anche da parte della Corte Suprema degli Stati Uniti, ma non vi riuscì. Leonski fu sepolto temporaneamente in diversi cimiteri in Australia. I suoi resti furono infine sepolti in modo permanente nella Sezione 9, Fila B, Sito 8 del cimitero di Schofield Barracks nell'isola di O'ahu, alle Hawaii. La sua tomba si trova in una sezione della struttura riservata ai prigionieri morti in custodia militare.